# 新特里爾 (明尼蘇達州)
新特里爾（英語：New Trier，/ˈnjuː ˈtʃrɪər/ NEW CHREER）是一個位於美國明尼蘇達州達科他縣的城市。

## 人口
根據2020年美國人口普查的數據，新特里爾的面積為0.49平方千米，當中陸地面積為0.49平方千米，而水域面積為0.00平方千米。當地共有人口86人，而人口密度為每平方千米176人。